# Curetis javana
Curetis javana är en fjärilsart som beskrevs av Chapman 1915. Curetis javana ingår i släktet Curetis och familjen juvelvingar. Inga underarter finns listade i Catalogue of Life.